# Snöcirkelmossa
Snöcirkelmossa (Sanionia georgicouncinata) är en bladmossart som beskrevs av Ryszard Ochyra 1998. Enligt Catalogue of Life ingår Snöcirkelmossa i släktet cirkelmossor och familjen Amblystegiaceae, men enligt Dyntaxa är tillhörigheten istället släktet cirkelmossor och familjen Amblystegiaceae. Enligt den finländska rödlistan är arten nära hotad i Finland. Arten är reproducerande i Sverige. Artens livsmiljö är våtmarker i fjällen (myrar, stränder, snölegor). Inga underarter finns listade i Catalogue of Life.